# ルイス・ロドリゲス (2001年生の投手)
ルイス・マニュエル・ロドリゲス・アマロ（Luis Manuel Rodriguez Amaro、2001年8月18日 - ）は、ドミニカ共和国マリア・トリニダー・サンチェス州ナグア出身のプロ野球選手（投手・育成選手）。右投右打。福岡ソフトバンクホークス所属。

## 経歴

### 来日前
来日以前にプロ経験はなく、マイロン・フェリックス、マルコ・シモン、フランケリー・ヘラルディーノと同じ野球アカデミーに所属して、トレーニングを積んでいた。
2022年5月18日に福岡ソフトバンクホークスと育成契約を結んだ。背番号は156。

### ソフトバンク時代
シーズンは二軍公式戦で登板はなく、三軍では8試合の登板で8回を投げ、3勝0敗、防御率1.13を記録する。
2023年、三軍・四軍戦では14試合の登板で15回1/3を投げ、1勝0敗2セーブ、防御率1.15の成績を挙げていたが、5月11日、横浜市内の病院で「右肘関節内側側副靭帯再建術（トミー・ジョン手術）」と「尺骨神経前方移行術」、「鏡視下肘関節形成術」を受けたと発表された。
2024年はリハビリに専念。秋には三軍戦で2試合に登板し、実戦復帰を果たした。

## 投球スタイル
最速160km/hの直球とスライダー、シンカーを操る。
投げっぷりの良さから、ファンからは当時一軍で活躍していたダーウィンゾン・ヘルナンデスにちなんで「右のヘルナンデス」と呼ばれている。

## 詳細情報

### 背番号
- 156（2022年[3] - ）